# Младият Тьорлес
„Младият Тьорлес“ (на немски: Der junge Törless) е западногерманско-френски филм от 1966 година, драма на режисьора Фолкер Шльондорф по негов сценарий в съавторство с Херберт Асмоди, базиран на романа на Роберт Музил „Лутанията на възпитаника Тьорлес“ („Die Verwirrungen des Zöglings Törleß“, 1906).
В центъра на сюжета е ученик в интернат от началото на XX век, който наблюдава отстрани как в продължение на седмици негови приятели подлагат на унижения и насилие техен съученик. Главните роли се изпълняват от Матийо Кариер, Мариан Зайдовски, Бернд Тишер, Фред Диц.
„Младият Тьорлес“ е номиниран за „Златна палма“ и получава наградата на ФИПРЕСИ на Кинофестивала в Кан.